# تلگراف گذرنده از زیر اقیانوس اطلس

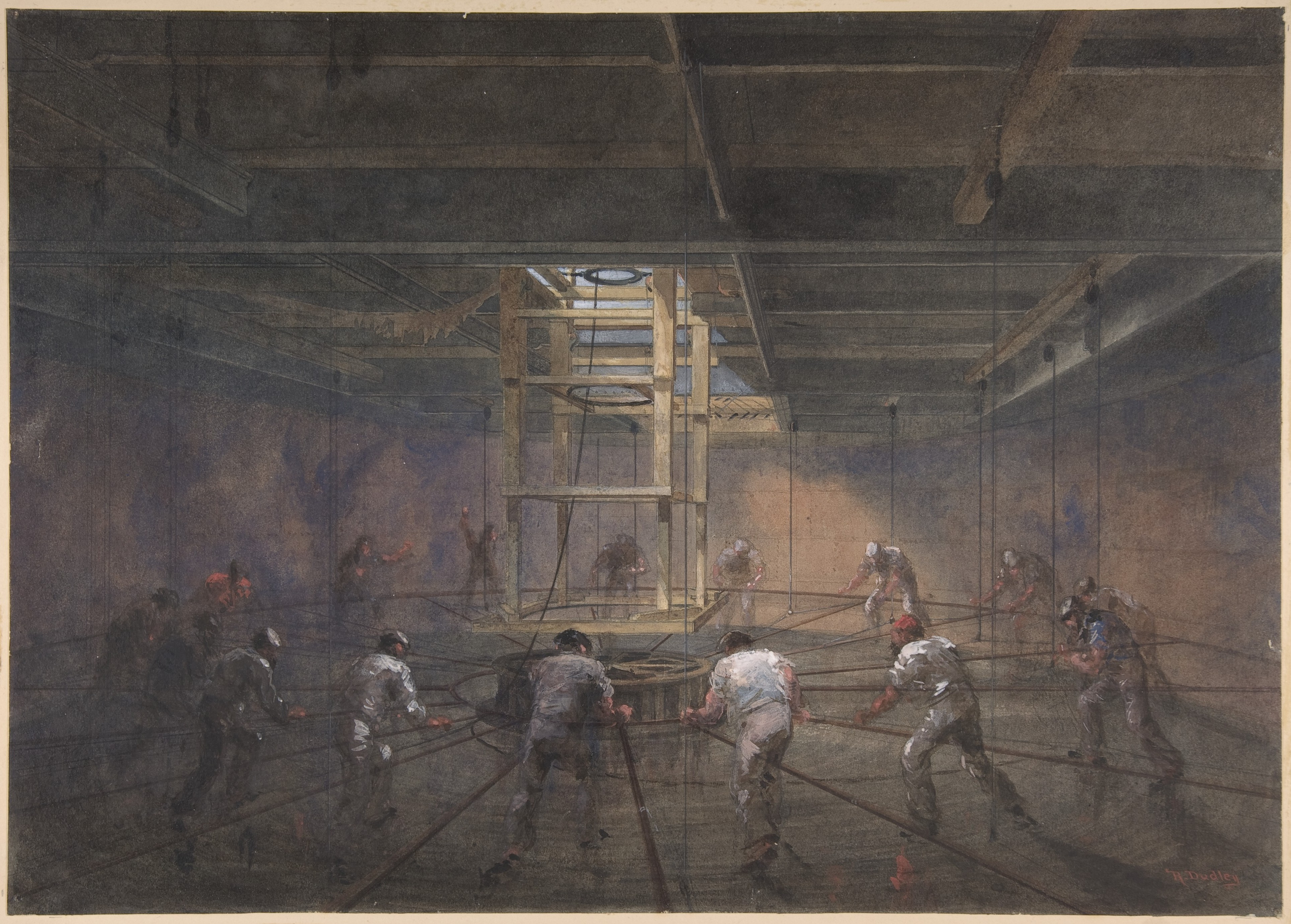
تلگراف گذرنده از زیر اقیانوس اطلس

تلگراف گذرنده از زیر اقیانوس اطلس (انگلیسی: Transatlantic telegraph cable) کابل ارتباطی‌ای بود که زیر اقیانوس اطلسبرای ارتباط تلگرافی کشیده شد. در ۱۶ اوت ۱۸۵۸ با افتتاح آن نخستین‌بار آمریکای شمالی با اروپا به هم متصل گشت. تلگراف در حال حاضر یک نوع ارتباط منسوخ شده است، و کابل‌ها مدت‌هاست که از کار افتاده‌اند، اما تلفن و داده‌ها هنوز بر روی سایر کابل‌های مخابراتی ترانس آتلانتیک حمل می‌شوند. اولین کابل در دهه ۱۸۵۰ از جزیره والنتیا در سواحل غربی ایرلند به خلیج بولز، خلیج ترینیتی، نیوفاندلند کشیده شد. اولین ارتباطات در ۱۶ اوت ۱۸۵۸ رخ داد، اما سرعت خط ضعیف بود و تلاش برای بهبود آن باعث شد کابل پس از سه هفته از کار بیفتد.
شرکت تلگراف آتلانتیک به رهبری سایروس وست فیلد اولین کابل تلگراف فرا اقیانوس اطلس را ساخت. این پروژه در سال ۱۸۵۴ آغاز شد و در سال ۱۸۵۸ تکمیل شد. کابل تنها برای سه هفته کار کرد، اما اولین پروژه از این دست بود که نتایج عملی را به همراه داشت. اولین تلگرام رسمی که بین دو قاره ارسال شد، نامه تبریک ملکه ویکتوریا بریتانیا به جیمز بیوکنن رئیس‌جمهور ایالات متحده در ۱۶ اوت بود. کیفیت سیگنال به سرعت کاهش یافت و سرعت انتقال را به سرعت تقریباً غیرقابل استفاده کاهش داد. این کابل در ماه بعد زمانی که Wildman Whitehouse ولتاژ بیش از حد به آن اعمال کرد در حالی که تلاش می‌کرد تا عملکرد سریع‌تری داشته باشد، از بین رفت. استدلال شده است که ساخت، ذخیره‌سازی و جابجایی ناقص کابل در هر صورت باعث خرابی زودرس آن می‌شود. عمر کوتاه آن اعتماد عمومی و سرمایه گذاران را تضعیف کرد و تلاش‌ها برای بازگرداندن ارتباط را به تأخیر انداخت.

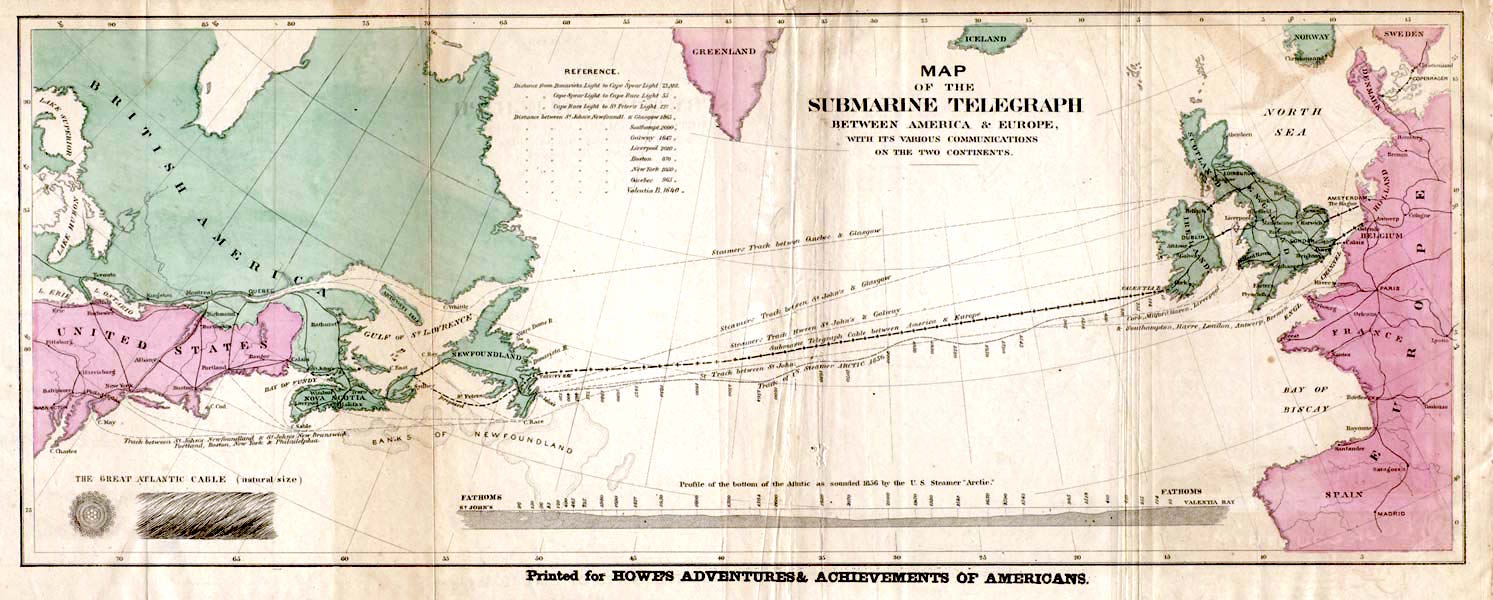
نقشه مسیر کابل ترانس آتلانتیک ۱۸۵۸

کابل دوم در سال ۱۸۶۵ با مواد بسیار بهبود یافته گذاشته شد. آن از کشتی SS Great Eastern گذاشته شد، که توسط سر جیمز اندرسون کاپیتان شده بود. بیش از نیمی از راه، کابل پاره شد و پس از تلاش‌های زیادی برای نجات، رها شد. در ژوئیه ۱۸۶۶ کابل سوم از خانه کابل انگلیسی-آمریکایی در میدان تلگراف، Foilhomurrum کشیده شد. در ۱۳ ژوئیه، گریت ایسترن به سمت غرب به هارتز کانتنت، نیوفاندلند رفت و در ۲۷ ژوئیه اتصال موفقیت‌آمیز به بهره‌برداری رسید. کابل ۱۸۶۵ نیز بازیابی و متصل شد، بنابراین دو کابل در خدمت بودند. این کابل‌ها دوام بیشتری داشتند. سرعت خط بسیار خوب بود و شعار «دو هفته تا دو دقیقه» برای تأکید بر پیشرفت بزرگ نسبت به اعزام‌های کشتی ابداع شد. این کابل برای تمام دوران روابط شخصی، تجاری و سیاسی بین مردم در سراسر اقیانوس اطلس دستخوش تغییر کرد. از سال ۱۸۶۶ یک اتصال کابلی دائمی بین قاره‌ها وجود داشته است. در دهه ۱۸۷۰ سیستم‌های انتقال و دریافت دوبلکس و چهارگانه راه‌اندازی شدند که می‌توانستند چندین پیام را از طریق کابل انتقال دهند. قبل از اولین کابل بین اقیانوس اطلس، ارتباطات بین اروپا و قاره آمریکا فقط از طریق کشتی انجام می‌شد و می‌توانست هفته‌ها به دلیل طوفان‌های شدید زمستانی به تأخیر بیفتد. در مقابل، کابل ترانس آتلانتیک امکان ارسال پیام و پاسخ را در همان روز فراهم کرد.